# Остров Беринга
О́стров Бе́ринга — крупнейший остров в составе Командорских островов. Расположен к востоку от полуострова Камчатка, от которого отделён Камчатским проливом, соединяющим Берингово море и Тихий океан. Административно входит в состав Алеутского района Камчатского края России.
Открыт экспедицией Витуса Беринга в 1741 году, здесь находится могила мореплавателя и могилы нескольких его соратников.

## Описание
Расположен в нескольких десятках километров от острова Медный, от которого отделён проливом Адмирала Кузнецова. Длина острова около 90 км, ширина — 24 км.
Остров Беринга, как и все Командорские острова, расположен на подводном хребте, тянущемся от Аляски. На этом же хребте расположена цепь Алеутских островов.
Зима на острове долгая и трудная: снегопады, штормы, очень сильные прибои и ветра́, однако морозов нет, средняя температура самого холодного месяца составляет −4,5 °C.
На острове установлено 4 ветрогенератора Vergnet GEV-MP общей установленной мощностью 2×550 кВт.
На острове расположен самый восточный гарнизон российской армии в составе отдельной радиолокационной роты ПВО численностью около 50 человек.
По территории острова протекают реки Гаванская, Каменка.

## История
В 1741 году открыт экспедицией Витуса Беринга.
Остров описан под названием Беренгов или Командорской у Г.И. Шелихова в его «Путешествии г. Шелехова с 1783 по 1790 год из Охотска по Восточному Океану к Американским берегам...»:

Беренгов или Командорской остров безлюден, имеет низкое положение и каменист, а особливо в Южнозападной стороне, и лежит в 250 верстах прямо на Восток от реки Камчатки, под 185 градусом долготы. Сей остров содержит в длину от 70 до 80 верст, и простирается от Северозапада к Юговостоку в таком же направлении, как и Медный остров...

Слабость Российской империи на дальневосточных рубежах способствовала превращению острова и его (как и всех Командоров) мористого прибрежья в поле деятельности иностранного «хищничества» (как тогда называли браконьерство).
На протяжении всей русско-японской войны японцы многократно производили налёты на котиковые и каланьи лежбища Командорских островов. На острове Беринга была сделана крупная попытка высадиться на Северном лежбище, закончившаяся потоплением шхуны.
В 1991 году на острове возле реки Командор, бухты Командор и мыса Командор найдено захоронение Витуса Беринга и его соратников.
В 2021 году на северо-западном мысе острова установлен памятник исследователю Командорских островов Георгу Стеллеру. Вокруг памятника устроен мемориальный комплекс «Исследователи морских млекопитающих Командорских островов», на стендах которого размещена информация об исследователях, внёсших существенный вклад в изучение, охрану и популяризацию Командорских островов.

## Население
На острове находится один населённый пункт — село Никольское с населением в 718 жителей (2018, по переписи 2002 года — 808 человек), из которых около 300 — алеуты.

## Флора и фауна
Тысячелетиями океан выбрасывает на берега острова туши китов, тюленей, мёртвых птиц, рыб и водоросли. Из-за этого летом на побережье травы настолько высоки, что скрывают человека. На острове нет лесов, но растут грибы: белые, подберёзовики и подосиновики. Кусты черники в рост человека.
Много голубых песцов, которые живут у побережья. Дождавшись отлива, они начинают поедать трупы тюленей и китов, причём внутри мёртвых китов они проедают целые лабиринты. На острове зимуют каланы, сивучи, тюлени-ларги. В апреле приплывают котики. Из птиц на острове зимуют гаги, каменушки, морянки, утки-синьги, турпаны, кряквы, гоголи, крохали, гуси-белошейки, лебеди-кликуны, пуночки, крапивницы — всего 32 вида. Однако птичьих базаров нет, так как отсутствуют самые громкие «торговки»: кайры, говорушки, глупыши (прилетают в марте), топорки (прилетают летом).
Также на острове встречается Agrotis frosya — эндемичный вид бабочек из семейства совок. Впервые описана в 2014 году.

## В культуре
- В фильме режиссёра Юрия Швырёва «Баллада о Беринге и его друзьях» (СССР, 1970).
- Остров является основным местом действия фильма режиссёра Игоря Николаева «Стеклянные бусы» (СССР, 1978).
- В компьютерной игре Singularity (2010) остров Беринга выведен как «Каторга-12».
- В детской книге М. П. Митурича «Командорские острова» (Советская Россия, 1969) описаны природа и животный мир острова Беринга.
- В 2015 году в издательском доме КомпасГид вышла философская сказка Анастасии Строкиной «Кит плывёт на север». В книге представлены авторские легенды острова Беринга, основанные на этнографических материалах, связанных с бытом, фольклором и мировоззрением малочисленного народа — алеутов[9][10].